# Mesquita Djingareyber
La Mesquita Djingareyber o Djinguereber (Masjid), situada a Timbuctu, és la major mesquita de la ciutat i un conegut centre d'aprenentatge de Mali, construït entre 1325 i 1327 durant el regnat de l'emperador Musa, després del seu retorn de la Meca. El seu disseny i construcció està acreditat, segons Ibn Jaldún, a l'arquitecte granadí Abu Haq Es Saheli que fou pagat amb 200 kg —40.000 mithqals— de pols d'or pel Mansa —emperador de Mali— Musa. No obstant, s'estima que el seu paper en la construcció fou limitat.
Amb l'excepció d'una petita part de la façana nord, que està feta de pedra calcària, està feta de tova, terra i materials orgànics tals com a fibres, palla i fusta, en estil arquitectònic del Sudan. Té tres tribunes interiors, vint-i-cinc fileres de pilars alineats en direcció est-oest, per a limitar l'abast dels arcs, un espai per a l'oració amb cabuda per 2.000 persones i dos minarets. Un cop l'any la població s'implica en el manteniment dels revestiments exteriors.
Djinguereber és una de les tres madrasses que formen la Universitat de Sankore. Va ser inscrita en la llista del Patrimoni de la Humanitat per la UNESCO el 1988, al costat de la mesquita Sidi Yahya i la mesquita de Sankore. El 1990 es va considerar en perill a causa de les tempestes de sorra, per aquesta raó s'inicià un projecte per a la restauració i rehabilitació de l'edificació el juny de 2006, finançat per l'Aga Khan Trust for Culture, per mitjà del Programa de Suport a Ciutats Històriques.
El 26 de febrer de 2011, durant la celebració del Mawlid (festa amb motiu de l'aniversari del naixement del profeta Mahoma), va tenir lloc una estampida a la mesquita, que va acabar amb la mort del voltant de 26 persones i en va ferir almenys d'altres 55, la majoria dones i nens.
L'1 de juliol de 2012, extremistes islàmics de l'Ansar Dine (Defensors de la Fe) van començar a destruir els tresors culturals de la UNESCO de Timbuctu poc després de ser enllistats com a llocs del patrimoni mundial en perill d'extinció. La declaració dels antics santuaris musulmans «haram», considerats prohibits per l'Islam radical, va iniciar la destrucció de set dels setze antics mausoleus musulmans, incloent-hi dues tombes a la mesquita Djingareyber, utilitzant aixades, possiblement destrals i cisells. Les dues tombes d'argila van ser destruïdes per complet, encara que el dany a la pròpia mesquita va ser, però, mínim.

## Galeria

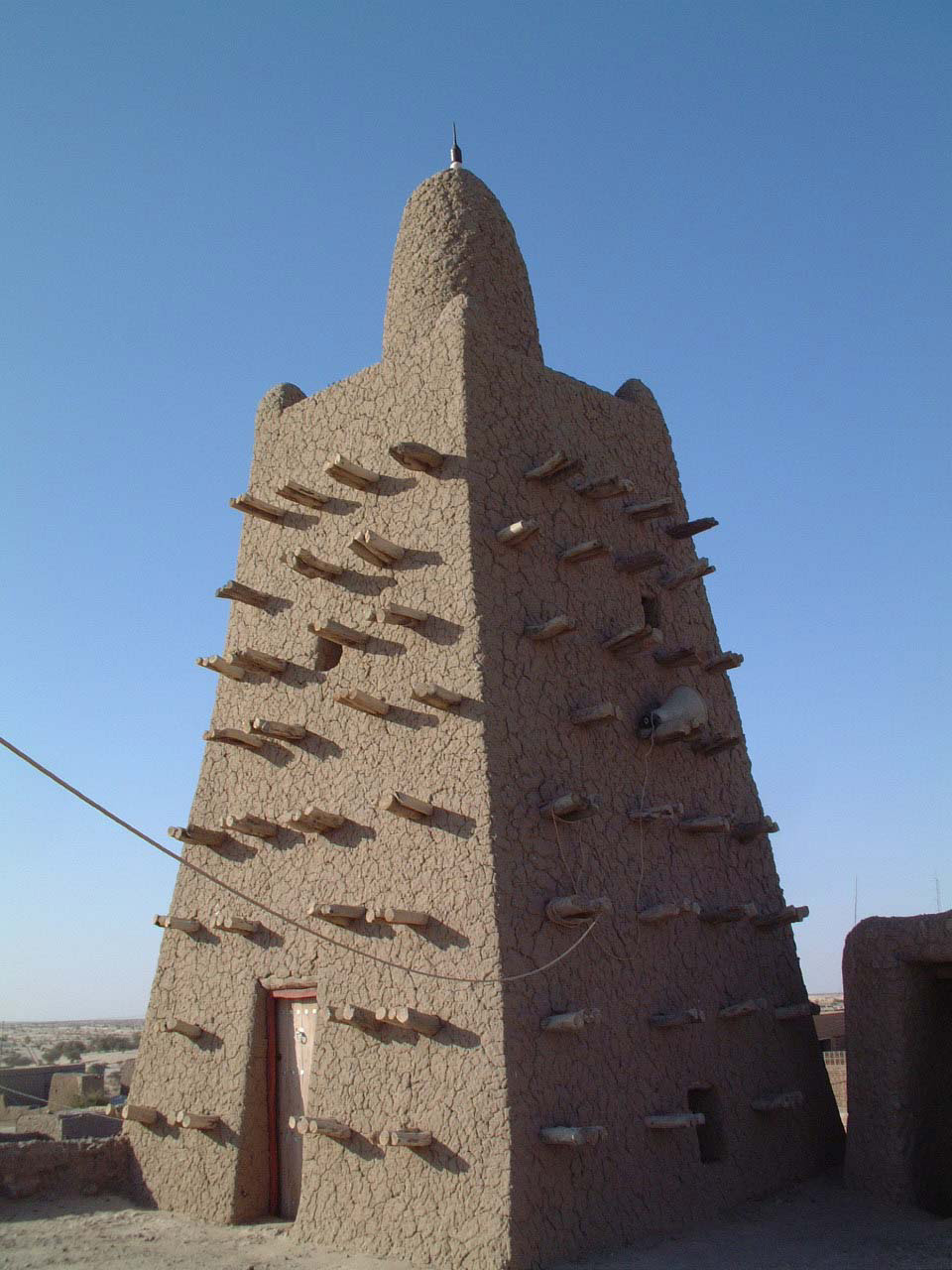
La torre central de la mesquita
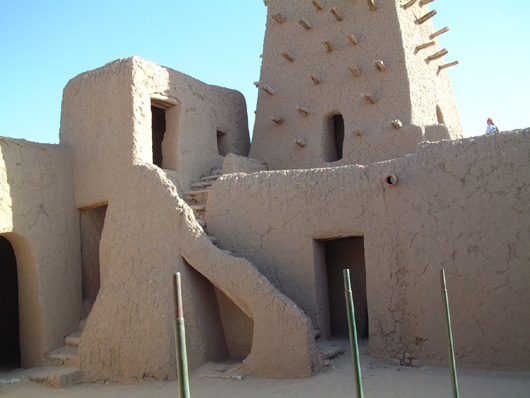
Pati principal
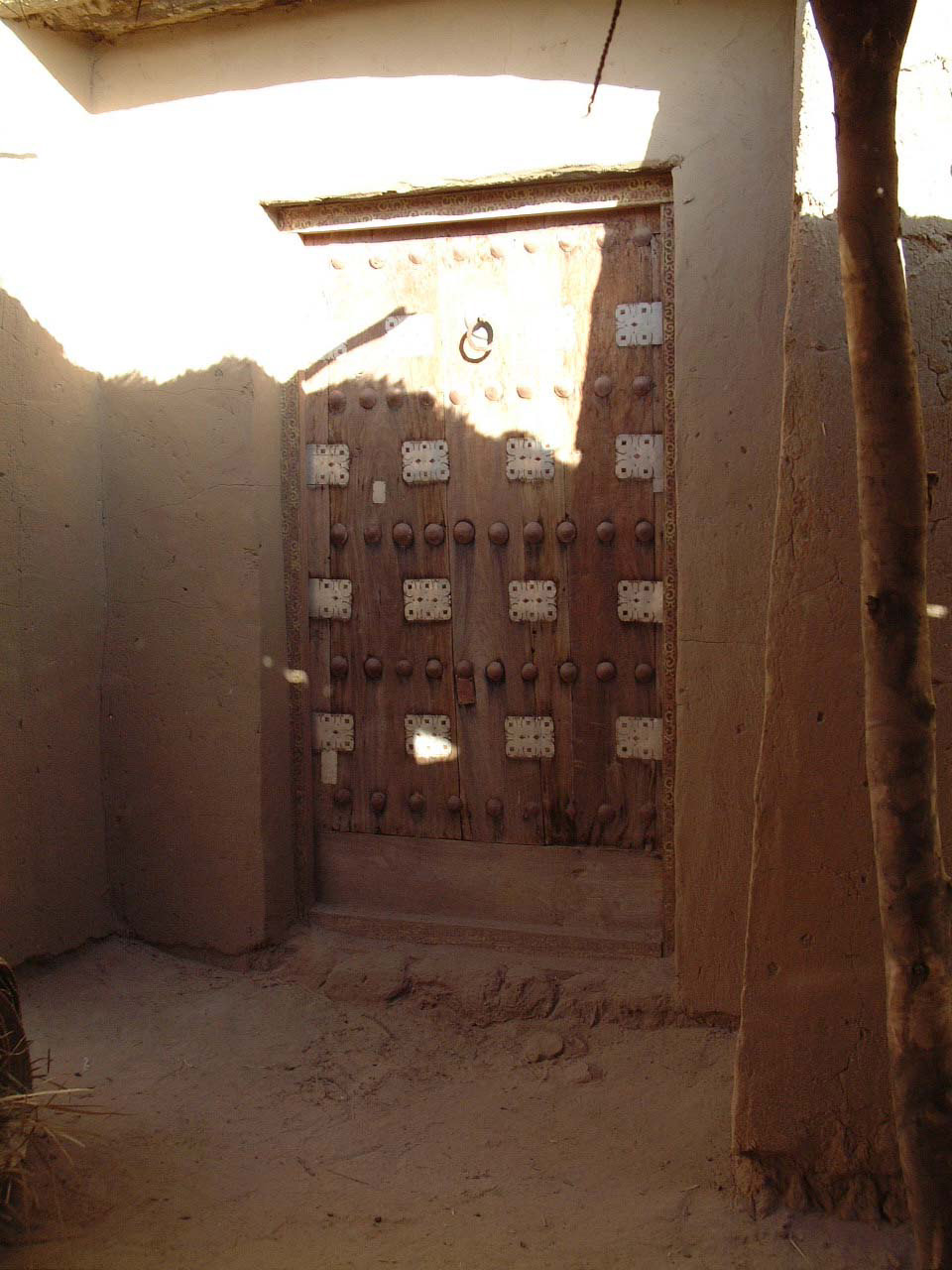
La porta dels «mags»
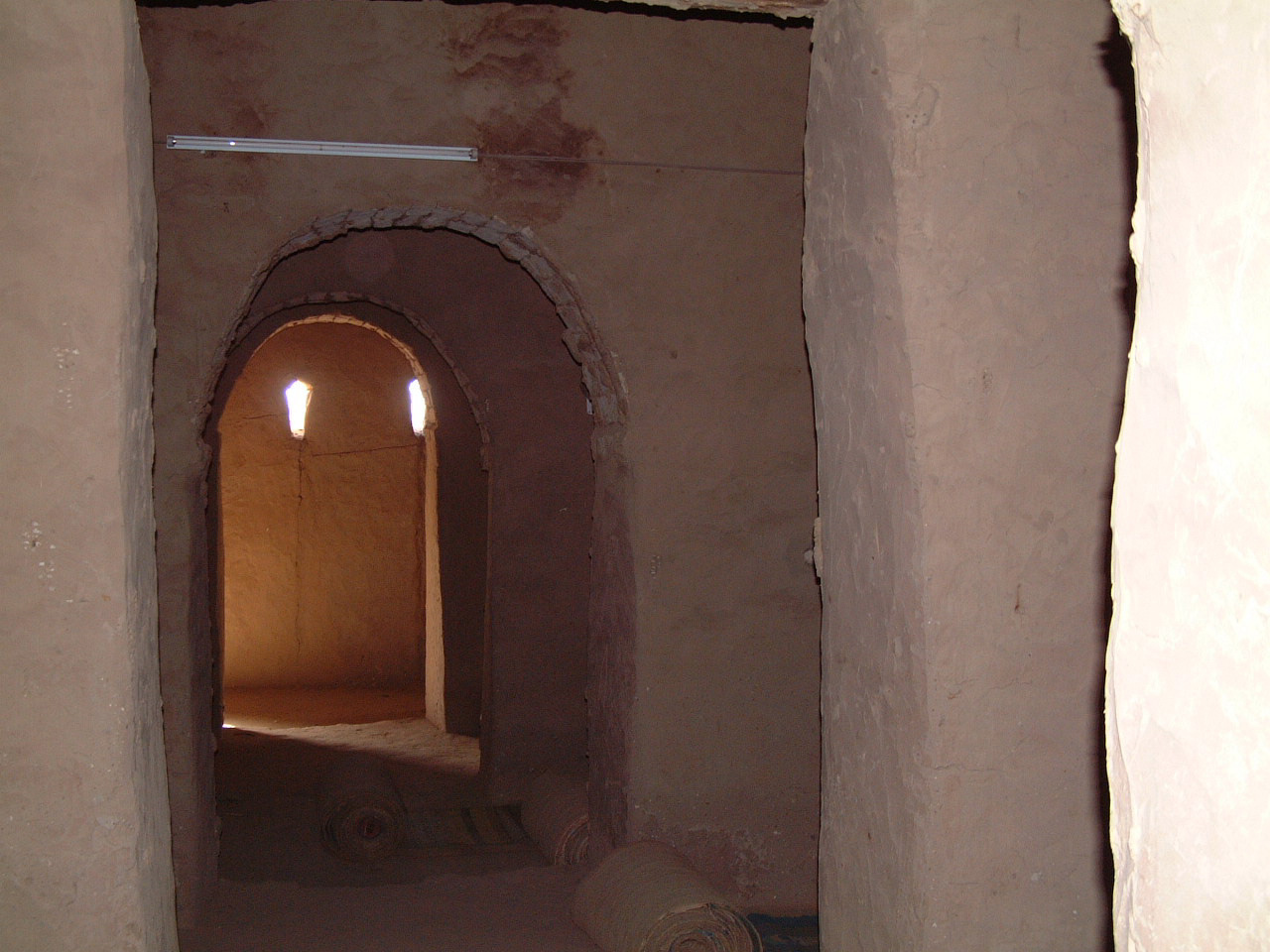
Vista de l'interior de la mesquita
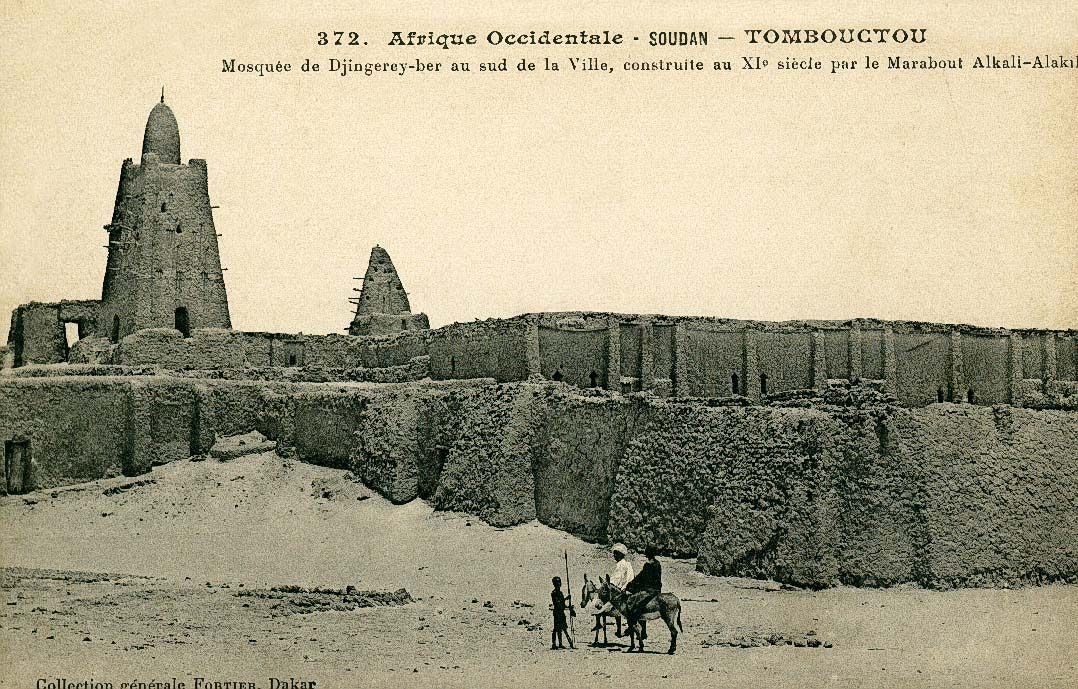
Vista de l'exterior (ca. 1905)